# Byrnes Mill
Byrnes Mill é uma cidade localizada no estado americano de Missouri, no Condado de Jefferson.

## Demografia
Segundo o censo americano de 2000, a sua população era de 2376 habitantes. 
Em 2006, foi estimada uma população de 2848, um aumento de 472 (19.9%).

## Geografia
De acordo com o United States Census Bureau tem uma área de 
13,2 km², dos quais 12,8 km² cobertos por terra e 0,4 km² cobertos por água.

## Localidades na vizinhança
O diagrama seguinte representa as localidades num raio de 12 km ao redor de Byrnes Mill. 